# 磺酰脲类
硫醯基尿素類（英式英語：Sulphonylurea）衍生物是用於2型糖尿病的抗糖尿病藥。主要作用是促進胰臟β細胞分泌胰島素。

## 歷史
硫醯基尿素類是由法國科學家Marcel Janbon和他的同事們發現的，當他們在研究磺醯胺抗生素時，發現硫醯基尿素會使動物們產生低血糖的反應。

## 化學
所有的硫醯基尿素類都含有中央的 S-phenylsulfonylurea 結構、 p-取代苯基環 (R) 和變化多端的取代基 (R2) 

## 藥物

### 第一代
- 醋酸己脲（Acetohexamide）
- 氯磺丙脲（Chlorpropamide）
- 甲苯磺丁脲（Tolbutamide）
- 妥拉磺脲（Tolazamide）
- 氨磺丁脲（Carbutamide）

### 第二代
- 格列吡嗪（Glipizide）
- 格列齊特（Gliclazide）
- 格列本脲（Glibenclamide）
- 格列波脲（Glibornuride）
- 格列喹酮（Gliquidone）
- 格列派特（Glisoxepide）
- 格列美脲（Glimepiride）

有些將格列美脲分在第二代，但有些將它分在第三代。

## 藥理機轉
硫醯基尿素類藥物鍵結到胰臟β細胞膜上的通道，抑制了鉀離子的流出，使細胞膜內外的電位差逐漸變正。此去極化作用會開啟鈣離子通道，細胞內的鈣離子濃度上升會增加胰島素的釋放。
有些證據指出硫醯基尿素類藥物會增加β細胞對葡萄糖的敏感性，如此一來，就會降低肝醣的生成、減少脂肪分解作用且減少胰島素的降解。

## 藥物動力學
不同的硫醯基尿素有不同的藥物動力。所以是依照每個病人不同的狀況去挑選最適當的藥物；長效且有活性代謝物者或許會造成低血糖，但同時也可以良好的控制血糖；相對而言，短效者可能就沒有辦法好好控制遵醫囑性不良病人的血糖。
這一類的藥物須要在用餐前 30 分鐘服藥，如此才能夠確保最大效力。根據每個藥物不同的半衰期，有些藥物一天可能需要服用兩次(像是甲苯磺丁脲)，甚至三次；有些一天只要服用一次(像是格列美脲)。

## 應用
硫醯基尿素類藥物主要用於治療2型糖尿病，對於無法自行製造胰島素的病患，像是1型糖尿病或是因手術而切除胰臟的病患，並沒有太大的效果。
此類藥物也可以用於新生兒糖尿病。雖然一直以來高血糖及低胰島素濃度者都被診斷成1型糖尿病，但已經有不少研究發現，如果是在小於 6 個月大的時候被診斷，可以不用一生施打胰島素，而可以改用硫醯基尿素類藥物。
一直以來，硫醯基尿素類藥物都被當成新診斷病患的優先用藥，但是到了1990年代發現，肥胖病患如果服用二甲雙胍，得到的益處會更多。
大約10%的病患，單獨服用硫醯基尿素類藥物並沒有辦法良好控制血糖。可能需要加上二甲雙胍、噻唑烷二酮類藥物，甚至是胰島素。硫醯基尿素類藥物加上雙胍類及噻唑烷二酮類藥物，三種藥物通常不建議一起使用，但有些醫生寧願在使用胰島素前，使用此種療法。
最近，有一家新成立的製藥公司 Remedy Pharmaceuticals, Inc. 在開發注射型的格列苯脲，用於治療急性中風、創傷性腦損傷及脊椎損傷。使用的機轉是基於硫醯基尿素類藥物會關閉非選擇性 ATP-陽離子通道，此通道會在上述疾病中上調神經血管組織。
有些糖尿病專家指出此類藥物會加速減少胰臟的β細胞，但目前還沒有證實。

## 副作用
硫醯基尿素類藥物相對於二甲雙胍、噻唑烷二酮類藥物、艾塞那肽(Exenatide)及symlin而言，比較容易因為造成過多胰島素而造成低血糖。這種現象通常發生在劑量過高或者是患者沒有進食。有些人會試著改變飲食習慣以避免此種習慣，但往往造成反效果。
跟胰島素一樣，此類藥物會造成體重增加。其他的副作用還有腹部不適、頭痛、過敏。